# Zalman Abramov
Zalman Abramov (hebrejsky: זלמן אברמוב, plným jménem שניאור זלמן אברמוב, Šni'or Zalman Abramov; 6. května 1908 – 5. března 1997) byl izraelský politik a poslanec Knesetu za strany Všeobecní sionisté, Liberální strana, Gachal a Likud.

## Biografie
Narodil se v Minsku v tehdejší Ruské říši (dnes Bělorusko). V roce 1920 přesídlil do dnešního Izraele. Vystudoval gymnázium Herzlija v Tel Avivu a Case Western Reserve University v USA. Získal doktorát z práva.

## Politická dráha
V letech 1931–1933 byl viceprezidentem sdružení sionistických studentů v USA. V letech 1950–1964 předsedal Lize izraelsko-amerického přátelství. Zastával významné stranické posty v straně Všeobecných sionistů i v Liberální straně. Roku 1970 byl předsedou výkonného výboru Veřejné rady pro sovětské Židovstvo. V letech 1963–1972 byl zástupcem Knesetu v Radě Evropy ve Štrasburku.
V izraelském parlamentu zasedl poprvé po volbách v roce 1959, do nichž šel za Všeobecné sionisty. V průběhu funkčního období ale přešel do poslaneckého klubu Liberální strany. Pracoval v parlamentním výboru pro ústavu, právo a spravedlnost a ve výboru práce. Ve volbách v roce 1961 mandát obhájil za Liberální stranu. Nastoupil do parlamentního výboru pro ústavu, právo a spravedlnost, výboru House Committee a výboru pro ekonomické záležitosti. Během volebního období přešel do formace Gachal. Za ni byl opětovně zvolen ve volbách v roce 1965. Byl členem výboru pro ústavu, právo a spravedlnost, výboru House Committee a výboru finančního. Na kandidátce Gachal se do Knesetu dostal i ve volbách v roce 1969. Stal se členem výboru pro ústavu, právo a spravedlnost, výboru pro zahraniční záležitosti a obranu a výboru pro ekonomické záležitosti. Zvolení se dočkal i ve volbách v roce 1973, nyní za novou pravicovou formaci Likud. Stal se místopředsedou Knesetu a členem výboru pro ústavu, právo a spravedlnost a výboru pro zahraniční záležitosti a obranu.